# Бурминка (село)
Бурминка — село в Александро-Невском районе Рязанской области. Является административным центром Бурминского сельского поселения. Располагается рядом с протекающей недалеко одноименной рекой.

## История
Село Бурминка названо по названию реки, у которой расположено. По другой версии, по фамилии землевладельца Бурмина.
Этимология слова Бурминка — «буря миновала»: по легенде, некогда бушевала страшная буря, которая разрушала села и деревни, которые располагались на её пути, но Бурминку буря не затронула — отсюда и название.
Ранее Бурминка входила в состав Ряжского уезда Рязанской губернии.
В 1929 году Бурминский сельсовет бывшего Ряжского уезда Рязанской губернии вошел в состав Александро-Невского района.
Ныне село — мощный сельскохозяйственный центр. В селе расположена Церковь Покрова Пресвятой Богородицы (Покровская церковь).
Впервые Бурминка упоминается в окладных книгах 1676 года, где замечено, что находившаяся в том селе:
«…церковь великого чудотворца Николая построена в прошлом 1675 году, а приход выселился из села Петровского вновь».
Вместо упоминаемой в XVII столетии Никольской церкви, в конце XVIII столетия построена была деревянная Покровская церковь с приделом Никольским. Существующая ныне каменная также Покровская церковь начата в 1830 году, а окончена в 1834 году, но в то же время построена была и находящаяся при церкви каменная колокольня и придел Никольский. В 1862 году придельная церковь была перестроена и распространена.
«В приходе, состоящем только из одного села, при 320 дворах числится муж. пола 1315, жен. пола 1458. Число грамотных весьма незначительно, хотя школа существовала с 1862 — 79 гг.»
В 1895 году население села Бурминка Ряжского уезда Рязанской губернии насчитывало 1762 человека.

## Население

Расположение улиц

| 1859 | 1897  | 1906  | 2010 | 2023 |
| ---- | ----- | ----- | ---- | ---- |
| 1762 | ↗3068 | ↗3444 | ↘380 | ↘309 |

## Инфраструктура
В селе есть детский сад, школа, сельская библиотека, 
Транспорт

Ст. Шереметьево

Недалеко от села проходят железнодорожная магистраль Юго-Восточной железной дороги «Москва — Рязань — Ряжск — Мичуринск» (ст. Шереметьево)

## Достопримечательности
- Покровская церковь

Обелиск памяти погибших воинов в Великой Отечественной войне

- Обелиск памяти погибших воинов в Великой Отечественной войне
- Мемориальная доска в честь Героя Советского Союза Ивана Ильича Назина
- Школьный музей «Приоткроем дверь в прошлое».

Покровская церковь

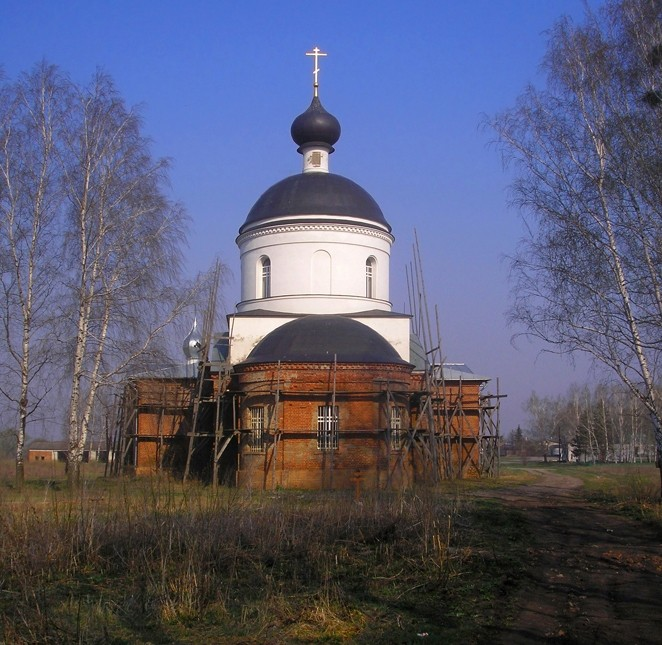
Церковь Покрова Пресвятой Богородицы

Церковь Покрова: вид со стороны

Храм в честь Покрова Пресвятой Богородицы был основан в 1830 году. Освящен — в 1834 году, вместо располагавшейся на том же месте деревянной Покровской церкви с приделом Никольским.
По штату 1873 года в причте положены 1 священник и 1 псаломщик.
В 1936 году храм был закрыт. После закрытия использовался как зернохранилище и склад.
В данное время ведется восстановление храма. Совершаются молебны и требы. Лекции по Ветхому Завету по вторникам в сельской библиотеке.

## Известные жители

Назин И. И.

- Назин И. И.Иван Ильич Назин (1919—1943) — старший лейтенант Рабоче-крестьянской Красной Армии, участник Великой Отечественной войны, Герой Советского Союза (1943).
- Виктор Григорьевич Цыплако́в (1915—1986) — советский живописец. Народный художник РСФСР (1975). Лауреат Сталинской премии второй степени (1950).